# Zéphirin Camélinat
Zéphirin Rémy Camélinat (Mailly-la-Ville, 14 settembre 1840 – Parigi, 5 marzo 1932) è stato un operaio e politico francese.
Fu una personalità della Comune di Parigi e dei Partiti socialista e comunista francesi.

## Biografia
Figlio di operai, si trasferì a Parigi nel 1857 e vi lavorò come montatore in bronzo e cesellatore nelle decorazioni dell'Opéra. Amico di Proudhon, aderente all'Internazionale e attivo sindacalista, fu più volte arrestato dalla polizia bonapartista.
Guardia nazionale durante l'assedio di Parigi, con la Comune fu nominato direttore della Zecca il 3 aprile 1871 e fece coniare nuove monete da 5 franchi, dette Hercule au trident. Combatté durante la Settimana di sangue ed evitò la repressione versagliese rifugiandosi in Inghilterra, mentre la corte marziale lo condannava alla deportazione.
Graziato nel 1879, tornò in Francia aderendo all'Alleanza repubblicana e socialista di Charles Longuet, genero di Karl Marx, e partecipò alla fondazione della SFIO, divenendo tesoriere. Deputato all'Assemblea Nazionale dal 1885 al 1889, collaborò al giornale Le Cri du peuple.
Al congresso di Tours del 1920 si unì alla maggioranza fondando il Partito Comunista Francese che ebbe per organo ufficiale il quotidiano L'Humanité grazie alla donazione al Partito delle azioni da lui detenute. Nel 1924 fu candidato alle elezioni presidenziali.